# Nesopedronia dura
Nesopedronia dura är en insektsart som först beskrevs av John Wyman Beardsley 1957. 
Nesopedronia dura ingår i släktet Nesopedronia och familjen ullsköldlöss. Inga underarter finns listade i Catalogue of Life.